# Madison County (Virginia)
Madison County ist ein County im Bundesstaat Virginia der Vereinigten Staaten. Im Jahr 2020 hatte das County 13.837 Einwohner und eine Bevölkerungsdichte von 16,6 Einwohner pro Quadratkilometer. Der Verwaltungssitz (County Seat) ist Madison.

## Geographie
Madison County liegt im mittleren Norden von Virginia, grenzt an die und hat eine Fläche von 833 Quadratkilometern, wovon ein Quadratkilometer Wasserfläche ist. Es grenzt im Uhrzeigersinn an folgende Countys: Rappahannock County, Culpeper County, Orange County, Greene County und Page County.

## Geschichte
Gebildet wurde es im Dezember 1792 aus Teilen des Culpeper County. Benannt wurde es nach der Familie Madison, die am Rapidan River Land besaß. Präsident James Madison war ein Nachfahre dieser Familie.

## Demografische Daten

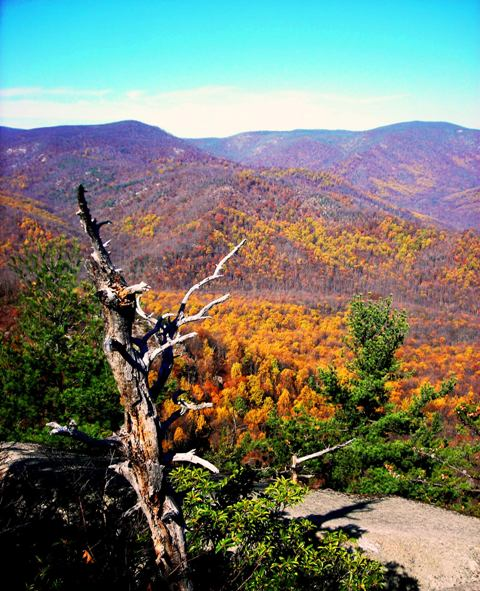
Blick auf den Old Rag Mountain

Alterspyramide des Madison County

Nach der Volkszählung im Jahr 2000 lebten im Madison County 12.520 Menschen in 4.739 Haushalten und 3.521 Familien. Die Bevölkerungsdichte betrug 15 Einwohner pro Quadratkilometer. Ethnisch betrachtet setzte sich die Bevölkerung zusammen aus 86,71 Prozent Weißen, 11,41 Prozent Afroamerikanern, 0,14 Prozent amerikanischen Ureinwohnern, 0,50 Prozent Asiaten, 0,02 Prozent Bewohnern aus dem pazifischen Inselraum und 0,29 Prozent aus anderen ethnischen Gruppen; 0,93 Prozent stammten von zwei oder mehr Ethnien ab. 0,77 Prozent der Bevölkerung waren spanischer oder lateinamerikanischer Abstammung.
Von den 4.739 Haushalten hatten 30,9 Prozent Kinder und Jugendliche unter 18 Jahre, die bei ihnen lebten. 61,4 Prozent waren verheiratete, zusammenlebende Paare, 8,8 Prozent waren allein erziehende Mütter, 25,7 Prozent waren keine Familien, 21,8 Prozent waren Singlehaushalte und in 9,5 Prozent lebten Menschen im Alter von 65 Jahren oder darüber. Die Durchschnittshaushaltsgröße betrug 2,60 und die durchschnittliche Familiengröße lag bei 3,03 Personen.
Auf das gesamte County bezogen setzte sich die Bevölkerung zusammen aus 24,1 Prozent Einwohnern unter 18 Jahren, 6,9 Prozent zwischen 18 und 24 Jahren, 27,6 Prozent zwischen 25 und 44 Jahren, 26,4 Prozent zwischen 45 und 64 Jahren und 15,0 Prozent waren 65 Jahre alt oder darüber. Das Durchschnittsalter betrug 40 Jahre. Auf 100 weibliche Personen kamen 95,0 männliche Personen. Auf 100 Frauen im Alter von 18 Jahren oder darüber kamen statistisch 94,6 Männer.

Das jährliche Durchschnittseinkommen eines Haushalts betrug 39.856 USD, das Durchschnittseinkommen der Familien betrug 44.857 USD. Männer hatten ein Durchschnittseinkommen von 30.805 USD, Frauen 24.384 USD. Das Prokopfeinkommen betrug 18.636 USD. 6,9 Prozent der Familien und 9,6 Prozent der Bevölkerung lebten unterhalb der Armutsgrenze. Davon waren 12,7 Prozent Kinder oder Jugendliche unter 18 Jahre und 10,2 Prozent waren Menschen über 65 Jahre.